# Oxyceros drupaceus
Oxyceros drupaceus là một loài thực vật có hoa trong họ Thiến thảo. Loài này được (C.F.Gaertn.) Ridsdale mô tả khoa học đầu tiên năm 2008.